# Pleuroxia radiata
Pleuroxia radiata är en snäckart som först beskrevs av Hedley 1905.  Pleuroxia radiata ingår i släktet Pleuroxia och familjen Camaenidae. Inga underarter finns listade i Catalogue of Life.